# Gatos en el tejado
Gatos en el tejado és una sèrie de televisió d'Espanya de 13 capítols, emesa per TVE entre el 7 d'octubre i el 30 de desembre de 1988.

## Argument
Narren les peripècies de Manolo Beltrán (José Sacristán), un personatge definit pels creadors de la sèrie com a la quarantena, descregut, desllenguat i entranyable Beltrán és un personatge reconegut pel públic gràcies a les seves actuacions còmiques en el programa de TV L'humor és una cosa meravellosa. No obstant això, la defunció de la seva exdona en un accident propiciaran grans canvis en una vida que ja tenia canalitzada, ja que haurà de recuperar els seus llaços familiars amb els seus dos fills i amb un tercer fruit de la relació de la seva ex esposa amb un altre home.

## Repartiment
- José Sacristán - Manolo Beltrán
- Emma Cohen - Sole
- Albert Closas - Manolo Beltrán, pare
- Gabino Diego - Dani
- Laura Bayonas
- Ana Gracia - Candela
- Jorge Bosso
- José Ángel Egido
- Ferran Rañé - Oriol
- Beatriz Santana - Berta
- Julieta Serrano
- Mónica Cano

## Episodis
| No                   | Títol                                 | Data emissió           |
| 01                   | "El amor no ocupa lugar"              | 7 d'octubre de 1988    |
| Capítol 1 a rtve.es  |                                       |                        |
| 02                   | "Palos y astillas"                    | 14 d'octubre de 1988   |
| Capítol 2 a rtve.es  |                                       |                        |
| 03                   | "Cantando se vienen, cantando se van" | 21 d'octubre de 1988   |
| Capítol 3 a rtve.es  |                                       |                        |
| 04                   | "Secretos en reunión"                 | 28 d'octubre de 1988   |
| Capítol 4 a rtve.es  |                                       |                        |
| 05                   | "Con el sudor de tu frente"           | 4 de novembre de 1988  |
| Capítol 5 a rtve.es  |                                       |                        |
| 06                   | "Cien años de perdón"                 | 11 de novembre de 1988 |
| Capítol 6 a rtve.es  |                                       |                        |
| 07                   | "Viruelas"                            | 18 de novembre de 1988 |
| Capítol 7 a rtve.es  |                                       |                        |
| 08                   | "Entre la espada y la pared"          | 25 de novembre de 1988 |
| Capítol 8 a rtve.es  |                                       |                        |
| 09                   | "Los tres pies del gato"              | 2 de desembre de 1988  |
| Capítol 9 a rtve.es  |                                       |                        |
| 10                   | "Ovejas y parejas"                    | 9 de desembre de 1988  |
| Capítol 10 a rtve.es |                                       |                        |
| 11                   | "San Pedro se la bendiga"             | 16 de desembre de 1988 |
| Capítol 11 a rtve.es |                                       |                        |
| 12                   | "Las barbas de tu vecino"             | 23 de desembre de 1988 |
| Capítol 12 a rtve.es |                                       |                        |
| 13                   | "Quien tiene un amigo"                | 30 de desembre de 1988 |
| Capítol 13 a rtve.es |                                       |                        |

## Premis
- Fotogramas de Plata 1988: José Sacristán (Millor intèrpret de televisió).
  - Nominats: Alberto Closas y Ferrán Rañe.
- TP d'Or 1988: Millor Sèrie Nacional, José Sacristán (Millor Actor), Emma Cohen (Millor Actriu).